# Јапанске подморнице класе Асашио
Подморнице класе Асашио су јапанске подморнице грађене у Кобеу од стране фирме "Mitsubishi" и "Kawasaki". Ушле су у састав јапанске флоте у другој половини 60-их. Представљају даљу градњу подморнице класе Ошио. 

## Општи подаци
- Тежина:
  - 1.650 тона површински депласман
  - 2.150 тона подводни депласман
- Димензије:
  - Дужина: 88 метара
  - Ширина: 8.20 метара
  - Газ: 4.90 метара
- Максимална брзина:
  - 14 kn (26 km/h) у површинској вожњи
  - 18 kn (33 km/h) у подводној вожњи
- Погон: Два дизел-електро мотора
- Максимална дубина роњења:
- Наоружање:
  - Торпедне цеви: 8 x 533 mm, од којих 6 цеви на чеоном делу а 2 цеви на задњем делу.
- Посада: 80 официра и морнара

## Подморнице
| Име     | Званична ознака | Почетак градње    | Поринуће           | Завршетак градње  | Сасечена       |
| ------- | --------------- | ----------------- | ------------------ | ----------------- | -------------- |
| Асашио  |                 | 15. октобар 1964. | 27. новембар 1965. | 13. октобар 1966. | 30. март 1983. |
| Харушио |                 | 2. октобар 1965.  | 25. фебруар 1967.  | 1. децембар 1967. | 30. март 1984. |
| Мичишио |                 | 26. јул 1966.     | 5. децембар 1967.  | 29. август 1968.  | 27. март 1985. |
| Арашио  |                 | 5. јул 1967.      | 24. октобар 1968.  | 25. јул 1969.     | 27. март 1986. |